# Paranesti
Paranesti (gr. Παρανέστι) – miejscowość w Grecji, w administracji zdecentralizowanej Macedonia-Tracja, w regionie Macedonia Wschodnia i Tracja, w jednostce regionalnej Drama. Siedziba gminy Paranesti. W 2011 roku liczyła 625 mieszkańców.